# Mobile Suit GUNDAM MSVS
『Mobile Suit GUNDAM MSVS』（モビルスーツガンダム エムエスバーサス）は、バンダイより1999年8月26日に発売されたワンダースワン用リアルタイムシミュレーションゲーム。

## 概要
本作は、アニメ『機動戦士ガンダム』シリーズに登場するアナハイム・エレクトロニクスのモビルスーツシミュレータという設定のゲームである。
宇宙世紀0079～0083の間に登場した70種類以上のモビルスーツと250種類以上の兵器が登場する。また、原作キャラクターとのコンピュータ対戦や、育てたパイロットとMSを自由に組み合わせての通信対戦も可能。